# Elmira (Vorname)
Elmira ist ein weiblicher Vorname.
Dieser spanische Name ist arabischer Herkunft und bedeutet Fürstin.

## Namensträgerinnen
- Elmira Alembekowa (* 1990), russische Geherin
- Elmira Antonyan (* 1955), armenische Tischtennisspielerin
- Elmira Bahrami (* 1985), deutsche Schauspielerin und Musikerin
- Elmira Bositxonova (* 1958), usbekische Ärztin, Politikerin und Senatorin des Parlaments
- Lerma Elmira Bulauitan-Gabito (* 1974), philippinische Leichtathletin, siehe Lerma Gabito
- Elmira Minita Gordon (1930–2021), von 1981 bis 1993 Generalgouverneurin von Belize
- Elmira Hüseynova (1933–1995), sowjetisch-aserbaidschanische Bildhauerin und Porträtmalerin
- Elmira Krylatych (* 1933), sowjetisch-russische Agrarökonomin und Hochschullehrerin
- Elmira Kurbanowa (* 1971), russische Ringerin
- Elmira Mangum (* 1953), US-amerikanische Bildungswissenschaftlerin
- Elmira Nəzirova (1928–2014), aserbaidschanische Komponistin und Pianistin
- Elmira Qafarova (1934–1993), Politikerin der ASSR und zwischen 1983 und 1989 Außenministerin
- Elmira Rafizadeh (* 1981), deutschsprachige Schauspielerin iranischer Herkunft
- Sarah Elmira Royster (1810–1888), Jugendliebe von Edgar Allan Poe[2][3]
- Elmira Süleymanova (1937–2024), sowjetisch-aserbaidschanische Chemikerin, Hochschullehrerin und Frauenrechtlerin
- Elmira Sysdyqowa (* 1992), kasachische Ringerin
- Elmira Tagajewa (* 1978), kirgisische Theater- und Filmschauspielerin